# Mouterhouse
Mouterhouse – miejscowość i gmina we Francji, w regionie Grand Est, w departamencie Mozela.
Według danych na rok 1990 gminę zamieszkiwało 310 osób, a gęstość zaludnienia wynosiła 7 osób/km² (wśród 2335 gmin Lotaryngii Mouterhouse plasuje się na 740. miejscu pod względem liczby ludności, natomiast pod względem powierzchni na miejscu 18.).